# Cenușăreasa (film din 2015)
Cenușăreasa (titlu originar în engleză Cinderella) este un film fantastic regizat de Kenneth Branagh, după un scenariu scris de Chris Nedelea.  Produs de David Barron, Simon Kinberg și Allison Shearmur pentru Walt Disney Pictures, povestea este inspirată din basmul clasic Cenușăreasa de Charles Perrault și Frații Grimm, utilizând personajele apărute în filmul original, cu același nume, al lui Disney. Filmul este o adaptare Disney live-action.
Distribuția filmului este formată din Lily James în rolul Ellei ("Cenușăresei"), Cate Blanchett în rolul Doamnei Tremaine (Mama Vitregă), Richard Madden în rolul Prințului, Sophie McShera în rolul surorii vitrege mai mici a Cenușăresei, Drizella, Holliday Grainger în rolul Anastasiei Tremaine și Helena Bonham Carter în rolul Zânei Ursitoare.
Filmul a fost lansat pe 13 martie 2015, atât în România, cât și în S.U.A. Premiera filmului la nivel mondial a avut loc pe 13 februarie 2015 în cadrul Festivalului Internațional de Film de la Berlin, filmul neconcurând la nici o categorie a festivalului.

## Acțiune
Când tatăl ei moare, frumoasa Ella are parte numai de necazuri din partea mamei ei vitrege. Transformată în slujnică și cu numele schimbat în Cenușăreasa, fata ar putea ușor să-și piardă speranța, dar ține la sfatul primit de la mama ei pe patul de moarte, "fii bună și ai curaj". Viața Cenușăresei se schimbă o dată pentru totdeauna când în pădure dă peste un străin chip
chipeș, despre care habar nu are că este chiar prințul regatului. Oare îl va mai întâlni? Zâna Ursitoare este înfățișată diferit în cadrul acestui film, dacă în versiunea originală era deghizată într-o sărmană bătrână, de această dată ea are un rol mult mai amplu în film, dezvăluindu-și adevărata față, o zână tânără și frumoasă.

## Distribuție
- Lily James - Ella („Cenușăreasa”)
  - Eloise Webb - Ella (copil)
- Cate Blanchett - Doamna Tremaine
- Richard Madden - Prințul
- Helena Bonham Carter - Zâna Ursitoare
- Holliday Grainger - Anastasia
- Sophie McShera - Drizella
- Stellan Skarsgård - Marele Duce
- Nonso Anozie - Căpitan
- Derek Jacobi - Regele
- Hayley Atwell - Mama Cenușăresei
- Ben Chaplin- Tatăl Cenușăresei

## Producția

### Filmare
Primul cadru al filmului Cenușăreasa a avut loc pe 23 septembrie 2013. Producția a avut loc la Studiourile Pinewood în Buckinghamshire, Anglia unde s-au turnat și filmele , Pirații din Caraibe: Pe ape și mai tulburi și Maleficent , și în afara Angliei, inclusiv Palatul Blenheim, Castelul Windsor, Vechiul Colegiu Regal Naval și Black Parck.

### Post-producție
Post-producția a început în decembrie 2013, culminată în august 2014. Filmului finalizat i-a fost oferit un rating, Audiență Generală de MPAA.

## Muzică
Pe 7 iunie 2013 s-a confirmat faptul că Patrick Doyle va compune coloana sonoră a filmului, muzica având o tentă romantică ca urmare a poveștii care a încântat generații la rând.Doyle a mai compus coloanele sonore pentru câteva filme a lui Branagh, cum ar fi Hamlet și Thor; , în aceeași măsură compunând și coloana sonoră a filmului de la Disney/·Pixar premiat la Oscar, Neînfricată.

## Lansare
Filmul a fost lansat pe 13 martie 2015. În cinematografe filmul a fost lansat împreună cu scurt-metrajul companiei Disney Frozen Fever, ce va rula înaintea filmului, și care reunește personajele din cea mai bună animație a tuturor timpurilor, Regatul de gheață. Pe 10 februarie, 2015, IMAX Corportation și Disney a anunțat faptul că filmul va fi remasterizat digital în formatul IMAX , lansând filmul în toate cinematografele lumii la data prestabilită a filmului.

### Trailere
Prima prezentare a filmului a avut loc pe o perioadă de 3 zile în cadrul expoziției D23 Expo în august 2013. Filmul a putut fi vizionat în avanpremieră la CinemaCon în Las Vegas, Nevada, în martie 2014, într-un tesear în care se înfățișa momentul când Cenușăreasa auzise despre moartea tatălui său, întâlnirea acesteia cu prințul în pădure, momentul când rochia mamei ei i-a fost distrusă de mama ei vitregă și fiicele sale, și un pasaj comic cu Zâna Bună ce trasformă un dovleac într-o caleașcă.
Primul trailer oficial a debuatt pe 15 mai 2014. Trailerul a derulat pe o perioadă de 1 minut, neoferind nici o scenă din film, ci doar un condur strălucitor, care se rotea, fundalul fiind albastru, la final un fluture așezându-se pe acesta, condurul reprezintă bunătatea Cenușăresei și mesajul mamei ei, care murise, pentru ea- "Să ai curaj, și să fii bună!". Al doilea trailer oficial, de 2 minute jumătate , conținea scene din film, a debutat în cadrul emisiunii Good Morning America pe 19 noiembrie 2014, cu un material bonus, ce conținea 15 secunde din film. Posterul oficial al filmului a fost lansat pe 19 noiembrie, avându-i ca protagoniști pe James și Cinderella, fotograful fiind Annie Leibovitz. La primele 24 ore de la lansare, trailerul a fost vizualizat de 4,2 milioane de ori pe YouTube și de 33 de milioane de ori pe Facebook, fiind cel mai vizualizat material promoțional al unui film Disney din istorie, exceptând lansările de la Marvel. Disney a lansat un trailer internațional pe 16 decembrie 2014. Un nou trailer a fost lansat pe 1 ianuarie, 2015. Pe 11 februarie, Disney a dezvăluit un al patrulea trailer pentru film.

### Televiziune
În octombrie,s-a concretizat un partneriat de licență între Disney și Turner Broadcasting, prin care Cenușăreasa 
va avea premiera pe canalele subsidiarei Time Warner (incluzând, TBS și TNT) în primăvara anului 2017.